# Locustella amnicola
Locustella amnicola là một loài chim trong họ Locustellidae.